# NGC 1692
NGC 1692 je galaksija u zviježđu Eridanu.

## Vanjske poveznice
- SEDS: NGC 1692